# Vire-sur-Lot
Vire-sur-Lot é uma comuna francesa na região administrativa de Occitânia, no departamento de Lot. Estende-se por uma área de 7,77 km². Em 2010 a comuna tinha 379 habitantes (densidade: 48,8 hab./km²).